# Egle Martin
Egle Lucía Martínez Furque, más conocida como Egle Martin (Buenos Aires, 17 de junio de 1936-14 de agosto de 2022), fue una actriz, vedette, coreógrafa y cantante argentina.

## Biografía

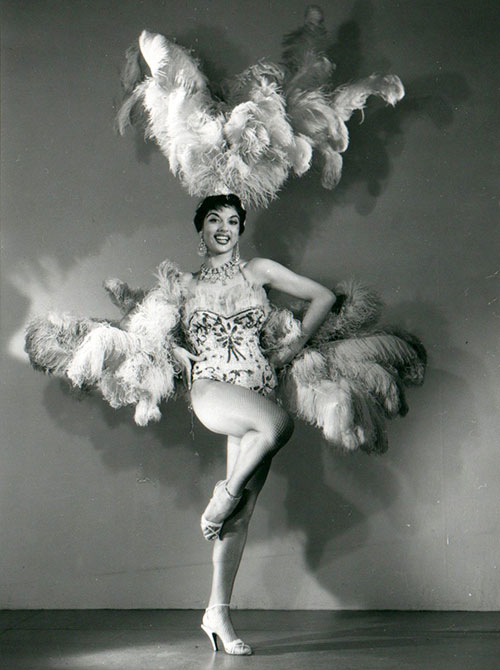
Egle Martin en traje típico de vedette, durante sus tiempos en la revista porteña.

Hija de la escritora Verónica Berry (famosa por su libro Después del tiempo), estudió danzas clásicas en el Instituto del Teatro Colón de Buenos Aires a los 7 años y saltó a la fama en los años cincuenta. Fue reina de belleza, trabajó en revistas porteñas, en cine y fue un personaje de gran notoriedad.
Debutó de muy joven en el film Ésta es mi vida (1952), junto al famoso cantante coplero español Miguel de Molina. Fue elegida Miss Belleza TV 1952.
Relacionada con la música brasileña, las raíces africanas de la música, la bossa nova y el tango, colaboró con Astor Piazzolla ―con quien grabó un disco―, Vinicius de Moraes, Lalo Schifrin y otros músicos de la época. También incursionó en un género que le apasionaba, el candombe argentino, apoyando el uso del bombo legüero. Trabajó con figuras como Dizzy Gillespie, Maysa Matarazzo y Luis Eca.
Fue apodada peyorativamente la "vedette intelectual" porque al Teatro Nacional la venían a ver pintores, músicos, escritores y artistas de renombre como Ernesto Sabato, padrino de su hija.
Entre 1952 y 1966 filmó varias películas, dirigida por Leopoldo Torres Ríos y Daniel Tinayre, entre otros.
Fue contratada por José Bohr (autor de “Porque hay una melena, melenita de oro...”) para debutar en la comedia musical en Chile, en 1955.
También trabajó como modelo exclusiva del famoso maquillador Bruno Boval, con quien hizo varias de sus publicidades, y del modisto y cosmetólogo Jorge Bocú.
A fines de 1965 comenzó a trabajar con una pequeña escuela de samba de Santo Tomé, Corrientes, colaborando con la organización, aumentando el número de miembros, realizando vestuario, coreografías, temas musicales y carrozas (hoy esta escuela, “La Marabú”, es una de las agrupaciones más importantes del carnaval correntino). En la misma provincia, reanimó una escuela rural en Pancho Cué, motivando que los niños se ejercitaran en ordeñar y plantar una hora por día, con la concurrencia de su propia hija, Alejandra, de 5 años.
En 1975 regresó al cine y volvió a trabajar como cantante. En 1976 presentó su show propio en el Teatro Blanca Podestá con su empresario y amigo José Slavin.
En 1981 recibió el Premio Konex Diploma al Mérito.
Desde principios de los 90 Egle participó de conciertos en La Plata con el objetivo de recaudar fondos para guarderías humildes junto con León Gieco, Juan Carlos Baglietto, Víctor Heredia y Piero, el organizador.
En 2001 participó en el Festival Internacional de Mar del Plata en un "Homenaje a las actrices argentinas", junto con estrellas como Lydia Lamaison, Beatriz Bonnet, Diana Ingro e Isabel Sarli.

## Vida privada
En cuanto a su vida personal, se la relacionó íntimamente con su amigo, el director de cine Daniel Tinayre, quien en esos momentos ya estaba casado con la actriz y animadora Mirtha Legrand. Martin desmintió rotundamente esta versión.
Mantuvo un intenso romance con el pianista y director de orquesta Lalo Schifrin, y posteriormente con el actor, empresario y autor teatral chileno Enrique Guitart, cuando este tenía 47 años y ella 16.
Según contó durante una entrevista, cuando empezó a hacer sus primeras apariciones en televisión, un ministro de Juan Domingo Perón la empezó a perseguir y acosar. Le pidió ayuda a la actriz Elina Colomer, pareja en ese entonces de Juan Duarte, el hermano de Eva Duarte de Perón, pero ella le contestó que no podía hacer nada.
Otro de sus romances más intensos fue con el popular dibujantes de historietas Divito, fallecido en 5 de julio de 1969 en trágico accidente automovilístico en Brasil. 
Al casarse con Eduardo (Lalo) Palacios se retiró de la escena y tuvo dos hijas, la fotógrafa Alejandra Palacios y la música y cantante Barbarita Palacios.

## Filmografía
- 1952: Ésta es mi vida
- 1953: La mejor del colegio
- 1954: Detective
- 1954: Los problemas de papá
- 1955: La mujer desnuda
- 1955: Lo que le pasó a Reynoso
- 1960: El asalto
- 1961: Un amor en el confín del mundo, o Quasi alla fine del mondo, coproducción ítalo-argentina, con Antonio Cifariello
- 1962: El rufián, como Isabel-Florelle
- 1963: Cómo nace un libro (cortometraje de Mario Sábato)
- 1964: Extraña ternura, como Olga
- 1975: Los orilleros

## Televisión
- 1962: Ritmolandia
- 1964: J.C. Buenos Aires-Roma-París
- 1964: La noche, junto a Pipo Mancera, Astor Piazzolla y Vittorio Gassman
- 1965: Carmen (Canal 13).
- 1966: A orillas del gran silencio
- 1966: Gran Guignol (Canal 2)

## Radio
- Una luz en el desierto, junto a Patricia Castell, Amadeo Novoa, Virginia Luque y Margarita Corona
- 1984: Vivir es todo esto, junto a Nano Herrera

## Teatro
- 1956: Ni Militar Ni Marino... El Presidente Argentino
- 1958: La gran revista Volcán, o más sencillamente La revista Volcán, con la vedette Lydia Scotty, Fidel Pintos y los todavía no tan populares Los Cinco Latinos.
- 1959: ¡Esto es Maiporama!, junto a José Marrone, Vicente Rubino, Juanita Martínez y Argentinita Vélez
- 1959: Del altiplano al Plata
- 1966: Israfel, junto a Alfredo Alcón
- 1968: María de Buenos Aires (abandonada)
- 1976: El show de Egle Martin
- 1981: Los viernes de la eternidad, de Héctor Olivera, dirigida por Lalo Schifrin.
- 1983: Ritos africanos y candombe
- 1987: Ritos y candombes 11
- 1991: Bossa Nova Jazz, en el Centro Cultural General San Martín
- 1995: Candombegle

## Temas interpretados
- El arte del encuentro
- Ritmo de candomble nago
- Yemanya; Mar (Luis Salinas)
- Santa Cruz (Salinas)
- Morena boca de ouro (Ary Barroso)
- Bim bom (João Gilberto)
- De las tristezas un samba
- Insensatez
- Eu sei que vou te amar[11]

## Discografía
- 1969: "Astor Piazzolla / Egle Martin" (EP) - Polydor
- 1970: "El Dombre / Dombe Barilo" (simple) - Music Hall
- 1991: "El arte del encuentro" - Melopea

## Galardones
- 1953: Primera reina de la Televisión Argentina.
- 1981: Diploma al Mérito Konex 1981.
- 2003: Distinción del ciclo “Jazzología” por su contribución al desarrollo del jazz en Argentina.
- 2003: Madrina de la Asociación Argentina de Capoeira, por haber introducido este arte marcial en el país.
- 2003: “Maestra del arte y de la cultura argentina”, reconocida por la Presidencia de la Nación, la Secretaría de Cultura y el Instituto Nacional de Antropología y Pensamiento Latinoamericano.[12]